# Ефрем Зимбалист-младши
Ефрем Зимбалист-младши (на английски: Efrem Zimbalist, Jr.) (30 ноември 1918 г. – 2 май 2014 г.) е американски актьор. Известен е като гласа на Алфред Пениуърт в „Батман: Анимационният сериал“, както и в други филми и сериали от Анимационната вселена на ДиСи.

## Кариера
Един от първите му телевизионни сериали е „Що се отнася до госпожица Марлоу“ в Ню Йорк, който е спрян след само един сезон през 1955 г. На следващата година Зимбалист подписва договор с Уорнър Брадърс и се мести в Холивуд. Играе Джим Бъкли в уестърн сериала „Маверик“, където главната роля я изпълнява Джеймс Гарнър.
Зимбалист играе Винсънт Брайънт във филма „Прекалено много и прекалено рано“, роля, за която печели награда Златен глобус, но въпреки това кариерата му се насочва към телевизията. От 1958 до 1964 г. той е звездата на „Ивица Сънсет 77“, където играе частния детектив Стю Бейли. През 1959 г. получава номинация Еми за Най-добър актьор в драматичен сериал. Скоро след спирането на сериала Зимбалист получава главната роля в нов хитов криминален сериал – „ФБР“ (1965-1974).
В следващите две десетилетия играе в няколко филма, сред които „След като падне мрак“, „Летище 1975“, „Лелята на Чарли“ и „Смотаняци“, както и в редица сериали като „Корабът на любовта“, „Ремингтън Стийл“, „Хотел“, „Гувернантката“ и много други. Той е един от малкото актьори, които играят трима отделни герои в три отделни епизода на „Убийство по сценарий“.
Той се занимава с озвучаване от началото на 90-те години на 20. век. Първата му роля в озвучаването е на Крал Артур в „Легендата за принц Валиънт“.
Последната му поява е в документалния филм „Истории от снимачната площадка на Уорнър Брос.“ през 2013 г.

## Частична филмография
| Година | Филм      | Оригинално заглавие | Роля   | Режисьор       |
| ------ | --------- | ------------------- | ------ | -------------- |
| 1991   | Смотаняци | Hot Shots!          | Уилсън | Джим Ейбрахамс |

## Личен живот
Първата му съпруга е Емили Макнеър, която умира от рак през 1950 г. Зимбалист се жени за втори път през 1956 г. за Стефани Сполдинг. Тя умира от рак на белия дроб на 5 февруари 2007 г. на 73 години. Зимбалист е бащата на актрисата Стефани Зимбалист (от Сполдинг), Ефрем Зимбалист III и Нанси Зимбалист (от Макнеър).

## Смърт
Ефрем Зимбалист-младши умира на 2 май 2014 г. на 95 години от естествена смърт.